# Endocrinologia comparativa
A endocrinologia comparativa concentra-se nas complexidades dos sistemas endócrinos de vertebrados e invertebrados em níveis de análise submoleculares, moleculares, celulares e organísmicos. É um campo interdisciplinar que faz a ponte entre a biologia e a medicina, abordando os aspetos morfológicos e funcionais do desenvolvimento do organismo. A descoberta de novas hormonas geralmente ocorre primeiro em organismos modelo antes que os seus ortólogos sejam identificados em mamíferos. Portanto, a endocrinologia comparada trata de comparar as complexidades entre os sistemas endócrinos de vertebrados e invertebrados em vários níveis (níveis submoleculares, moleculares, celulares e de organismo).